# Lorenzo Loppa

Bischofswappen von Lorenzo Loppa

Lorenzo Loppa (* 14. Juli 1947 in Segni, Provinz Rom, Italien) ist ein italienischer Geistlicher und emeritierter römisch-katholischer Bischof von Anagni-Alatri.

## Leben
Lorenzo Loppa empfing am 17. Juli 1971 durch Bischof Luigi Maria Carli das Sakrament der Priesterweihe für das Bistum Segni.
Am 28. Juni 2002 ernannte ihn Papst Johannes Paul II. zum Bischof von Anagni-Alatri. Der Kardinalvikar des Bistums Rom, Camillo Kardinal Ruini, spendete ihm am 22. September desselben Jahres die Bischofsweihe; Mitkonsekratoren waren der Apostolische Nuntius in Italien, Erzbischof Paolo Romeo, und der emeritierte Bischof von Anagni-Alatri, Francesco Lambiasi, sowie der Bischof von Velletri-Segni, Andrea Maria Erba B.
Am 10. November 2022 nahm Papst Franziskus seinen altersbedingten Rücktritt an.